# Oceanida
Oceanida är ett släkte av snäckor. Oceanida ingår i familjen Eulimidae.
Kladogram enligt Catalogue of Life:
| Oceanida | \| \| Oceanida graduata \| \| \| \| \| \| Oceanida inglei \| \| \| \| |
|          | \| \| Oceanida graduata \| \| \| \| \| \| Oceanida inglei \| \| \| \| |
|          | Oceanida graduata                                                     |
|          |                                                                       |
|          | Oceanida inglei                                                       |
|          |                                                                       |